# مرفین (فیلم)
«مرفین» (انگلیسی: Morphine (film)) یک فیلم به کارگردانی آلکسی بالابانوف است که در سال ۲۰۰۸ منتشر شد.